# Губреев, Геннадий Михайлович
Геннадий Михайлович Губреев (18 мая 1949, Писаревка, Полтавская область — 25 января 2014, Полтава) — советский и украинский математик, педагог профессор. Доктор физико-математических наук.

## Биография
Родился 18 мая 1949 года в с. Писаревка Полтавской области.
В 1971 году окончил механико-математический факультет Харьковского государственного университета. До 1977 года работал в Харьковском физико-техническом институте, в 1977—1980 годах — в Симферопольском университете.
В 1978 году защитил диссертацию и получил ученую степень кандидата физико-математических наук. В 1980 году перешел в Одесский государственный педагогический институт имени К. Д. Ушинского. Занимал должности доцента и профессора.
В 1995 году защитил диссертацию на соискание ученой степени доктора физико-математических наук.
Впоследствии присвоено ученое звание профессора.
В 1990—2003 годах был заведующий кафедрой математического анализа Южноукраинского педагогического университета имени К. Д. Ушинского.
С 2003 года работал в Полтавском техническом университете. В 2004—2014 годах возглавлял кафедру прикладной математики, информатики и математическое моделирование.
Умер 25 января 2014 года в Полтаве.

## Научная деятельность
Научные исследования в области математического анализа, теории функций комплексной переменной, уравнений математической физики. Внёс значительный вклад в исследование данных областей.
Опубликовал 60 научных трудов. Подготовил 5 кандидатов физико-математических наук.

### Работы
- Об одном критерии равенства DA=DA * для диссипативных операторов / Г. М. Губреев, А. И. Коваленко.// Доклады Академии Наук СССР. — 1980. — Т. 254, № 5. — С. 1044—1047. http://mi.mathnet.ru/dan43955
- О приводимости ограниченных представлен абелевых полугрупп/ Г. М. Губреев, В. А. Пригорский// Украинский математический журнал. — 1981. — Т. 33, № 4. — С. 518—521. http://umj.imath.kiev.ua/archiv/1981/04/UMZh_1981_04_0518.pdf
- Теорема о равномерной корректности одной задачи Коши и её применение, Г. М. Губреев. // Функциональный анализ и его приложения. — 1984. — Т. 18, вып. 2. — С. 89 — 91. http://mi.mathnet.ru/rus/faa/v18/i2/p89
- Спектральный анализ биортогональных разложений функций в ряды экспонент/ Г. М. Губреев.// Известия Академии Наук СССР. Серия математика. — 1989. — Т. 53, вып. 6. — С. 1236—1268. http://mi.mathnet.ru/rus/izv/v53/i6/p1236
- Об одном классе безусловных гильбертовых пространств и о проблеме подобия диссипативных волтерровых операторов/ Г. М. Губреев// Математический сборник. — 1992. — Т. 183, № 9. — С. 105—146. http://mi.mathnet.ru/rus/msb/v183/i9/p105
- Об одном классе ортогонализаторов семейств экспонент с вещественными частотами/ Г. М. Губреев, Т. Г. Игнатенко.// Украинский математический журнал. — 1992. — Т. 44, № 8. — С. 1031—1044. http://umj.imath.kiev.ua/archiv/1992/08/UMZh_1992_08_1031.pdf
- Спектральный анализ биортогональных разложений, порождаемых вэсами Макенхаупта : Автореферат диссертации … доктора физико-математических наук : 01.01.01/ Г. М. Губреев. — Харьков, 1994. — 32 c. https://search.rsl.ru/ru/record/01000775440
- Безусловные базисы гильбертовых пространств, составленные из значений целых вектор-функций экспоненциального типа/ Г. М. Губреев// Функциональный анализ и его приложения. — 1999. — Т. 33, вып. 1. — С. 62 — 65. http://mi.mathnet.ru/rus/faa/v33/i1/p62
- Структура модельных волтерровых операторов, биортогональные разложения и интерполяция в регулярных пространствах де Бранжа/ Г. М. Губреев.// Функциональный анализ и его приложения. — 2001. — Т. 35, вып. 2. — С. 74 — 78. http://mi.mathnet.ru/rus/faa/v35/i2/p74
- Регулярные ядра Миттаг-Леффлера и вольтерровы операторы/ Г. М. Губреев.// Функциональный анализ и его приложения. — 2004. — Т. 38, вып. 4. — С. 82 — 86. http://mi.mathnet.ru/rus/faa/v38/i4/p82
- Об одном классе вполне непрерывных операторов в гильбертовом пространстве/ Г. М. Губреев, Г. В. Лукашенко.// Функциональный анализ и его приложения. — 2009. — Т. 43, вып. 2. — С. 75 — 79. http://mi.mathnet.ru/rus/faa/v43/i2/p75
- Об одном классе базисов в некоторых пространствах аналитических в единичном круге функций / Г. М. Губреев, Е. Ы. Олефир // Украинский математический вестник. — 2013. — Т. 10, № 2. — С. 201—210.
- Линейные комбинации вольтеррова диссипативного оператора и его сопряженного / Г. М. Губреев, Е. Ы. Олефир, А. А. Тарасенко // Украинский математический журнал. — 2013. — Т. 65, № 5. — С. 706—711. http://umj.imath.kiev.ua/archiv/2013/05/umj_2013_05_8345_20369.pdf
- Об одном классе операторов свертки на конечном интервале/ Г. М. Губреев, Г. М. Урум.// Математические заметки. — 2014. — Т. 96, вып. 5. — С. 653—657. http://mi.mathnet.ru/rus/mz/v96/i5/p653
- Избранные труды/ Г. М. Губреев. — Днепропетровск: Середняк так как, 2014. — 445 с